# Estelle Hemsley

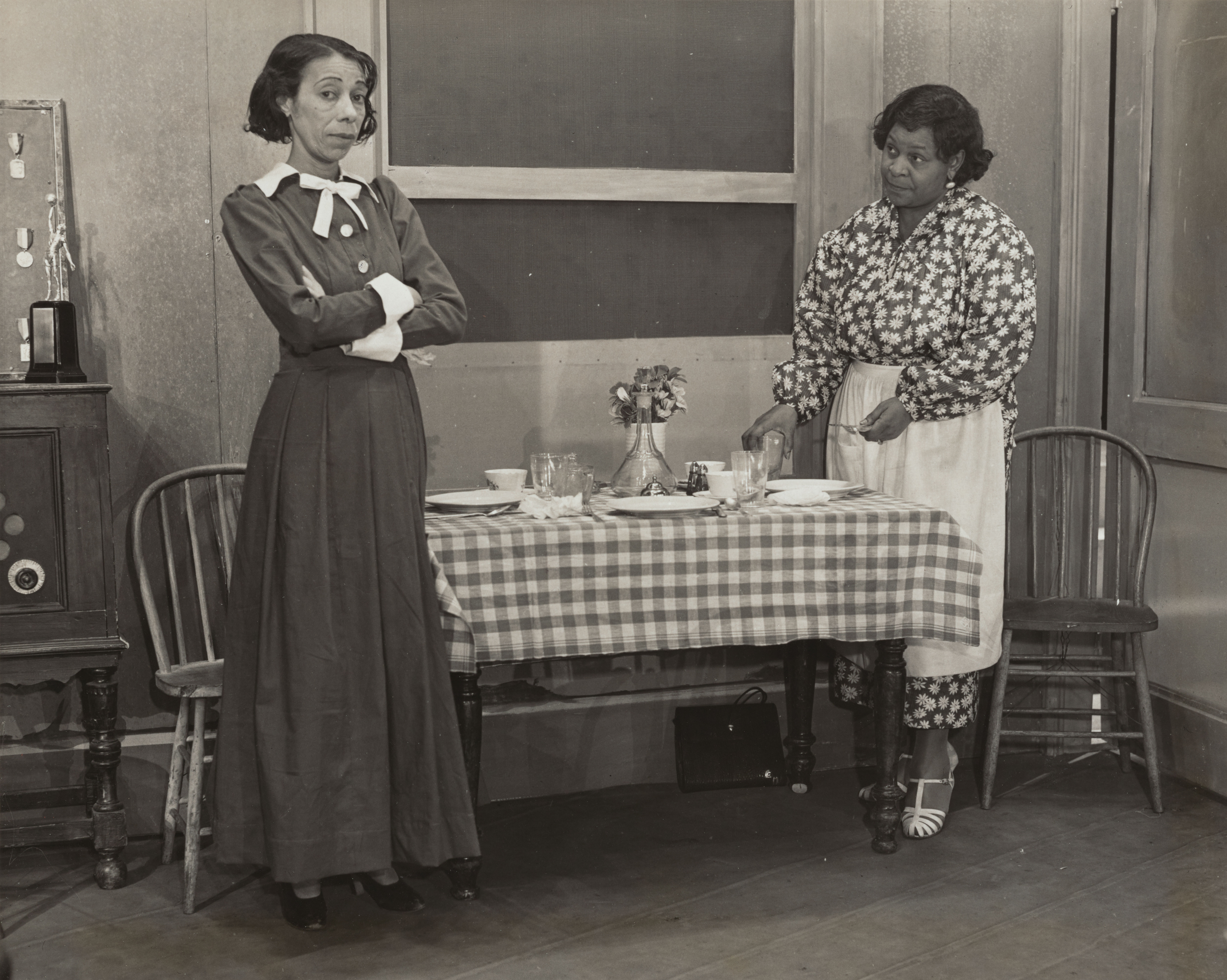
Estelle Hemsley (à esquerda) e Alberta Perkins na produção do Federal Theatre Project de The Case of Philip Lawrence (1937)

Estelle Hemsley (5 de maio de 1887 – 5 de novembro de 1968) foi uma proeminente atriz afro-americana de teatro e cinema. Ela apareceu nas versões teatrais e cinematográficas de Take a Giant Step, ganhando uma indicação ao Globo de Ouro de Melhor Atriz Coadjuvante no filme de 1959 dirigido por Philip Leacock. Seus outros papéis no cinema incluem interpretar a avó Topouzoglou no filme de 1963 de Elia Kazan, America, America (indicado ao Oscar de Melhor filme), o papel de Cla-Cla no filme de Mel Ferrer de 1959, Green Mansions, a mãe de Ruby Dee em Edge of the City (1957), e Catherine no filme de 1965 de Robert Mulligan, Baby the Rain Must Fall.

## Filmografia
| Ano  | Título                        | Personagem         | Notas                                               |
| ---- | ----------------------------- | ------------------ | --------------------------------------------------- |
| 1948 | The Return of Mandy's Husband | Mandy              |                                                     |
| 1957 | Edge of the City              | Sra. Price         |                                                     |
| 1959 | Green Mansions                | Cla-Cla            |                                                     |
| 1959 | Take a Giant Step             | Vovó 'Gram' Martin | Indicada: Globo de Ouro de Melhor Atriz Coadjuvante |
| 1960 | The Leech Woman               | Velha Malla        |                                                     |
| 1963 | America, America              | Avó Topouzoglou    |                                                     |
| 1965 | Baby the Rain Must Fall       | Catherine          |                                                     |